# Elías Jiménez Rojas
Elías Jiménez Rojas (San José, Costa Rica, 6 de abril de 1869-12 de octubre de 1945), fue un profesor, farmacéutico, escritor y empresario costarricense, reconocido por su trabajo como docente y divulgador del positivismo, individualismo y anarquismo en Costa Rica.  Se le denomina como el padre de la Farmacia en Costa Rica por su trabajo y aportes al haber sido el primer director de la Escuela de Farmacia.  Se desempeñó además como director del Liceo de Costa Rica y fue el fundador de la botica "La Dolorosa". Su hermano gemelo fue el reconocido pintor y caricaturista Ezequiel Jiménez Rojas.

## Biografía
Se crio en San José, en el seno de una familia de escasos recursos. Desde pequeño, sus padres Ezequiel Jiménez Vargas y Feliciana Rojas Murillo, notaron su afición por el estudio gracias a sus sobresalientes notas y distinciones académicas, tanto en su educación escolar como en el Instituto Universitario. En junio de 1889, el presidente Ascensión Esquivel Ibarra le aprueba una beca científica para realizar sus estudios universitarios en Europa, como resultado de un concurso de oposición y gracias a sus sobresalientes notas académicas. En ese mismo año se radica en París donde realizó estudios de Química, Higiene, Ciencias Físicas y Pedagogía en la Universidad de La Sorbona. 
Durante su estadía en Francia, estuvo en contacto con la filosofía anarquista, de la cual adoptó su oposición al Estado y a toda forma de colectivismo. Posteriormente, en 1894 regresó a Costa Rica y fungió como director del Liceo de Costa Rica al año siguiente. En 1899 se le nombró como director de la recién establecida Escuela de Farmacia, siendo su primer director e impulsando el estudio y práctica de la farmacia en Costa Rica. También fungió como subdirector del Liceo San Luis Gonzága de Cartago.
Fue escritor de numerosos artículos, tanto para periódicos locales como para revistas. Fue editor de las revistas Renovación, Eos y Reproducción. En su faceta como empresario, fundó y administró la botica La Dolorosa, ubicada en el barrio  La Dolorosa en el cantón central de San José.

## Fallecimiento
Falleció por causas naturales en la madrugada del 12 de octubre de 1945 en su casa de habitación.